# Sophronica flavostictica
Sophronica flavostictica är en skalbaggsart som först beskrevs av Stefan von Breuning 1954.  Sophronica flavostictica ingår i släktet Sophronica och familjen långhorningar. Inga underarter finns listade i Catalogue of Life.